# Тропоя
Тропо́я (алб. Tropojë) — город в Северной Албании вблизи государственной границы с Республикой Косово в префектуре Кукес, центр одноименного округа.
Старая Тропоя (Tropoje e Vjeter) расположена на высоте 240 м над уровнем моря, у подножья горы Шкельзени (Shkelzeni, ~2807 м).
Город является центром клана Бериша, который специализируется на торговле по пути из Косово в Шкодер. Во время косовского конфликта в окрестностях города располагался крупный лагерь Армии освобождения Косова под руководством Рамуша Харадиная.

## В массовой культуре
Тропоя упоминается в фильме «Заложница» с участием Лиама Нисона. По фильму, албанская преступная группировка, занимающаяся торговлей людьми, прибыла в Париж из Тропои.

## Репутация
Правительства некоторых стран (например, Канада и Австралия) рекомендуют своим гражданам воздержаться от путешествий в Тропою в связи с риском стать жертвой преступления. Особенную осторожность рекомендуется соблюдать любителям походов, поскольку в лесах по-прежнему существуют необезвреженные минные поля, оставшиеся со времён войны.

## Уроженцы
- Сали Рам Бериша — албанский политик.
- Скендер Гега — албанский футболист и тренер.
- Сони Малай — албанская певица.